# Неджвица-Дужа (гмина)
Гмина Неджвица-Дужа (пол. Gmina Niedrzwica Duża)  —  сельская гмина (волость) в Польше, входит как административная единица в Люблинский повет,  Люблинское воеводство. Население — 10 957 человек (на 2004 год).

## Соседние гмины
1. Гмина Белжыце
2. Гмина Божехув
3. Гмина Глуск
4. Люблин
5. Гмина Конопница
6. Гмина Стшижевице
7. Гмина Вильколаз